# Akabli
Akabli (în arabă أقبلى) este o comună din provincia Adrar, Algeria.
Populația comunei este de 10.171 locuitori (2008).

## Clima
| Date climatice pentru Akabli | Date climatice pentru Akabli | Date climatice pentru Akabli | Date climatice pentru Akabli | Date climatice pentru Akabli | Date climatice pentru Akabli | Date climatice pentru Akabli | Date climatice pentru Akabli | Date climatice pentru Akabli | Date climatice pentru Akabli | Date climatice pentru Akabli | Date climatice pentru Akabli | Date climatice pentru Akabli | Date climatice pentru Akabli |
| Luna                         | Ian                          | Feb                          | Mar                          | Apr                          | Mai                          | Iun                          | Iul                          | Aug                          | Sep                          | Oct                          | Nov                          | Dec                          | Anual                        |
| ---------------------------- | ---------------------------- | ---------------------------- | ---------------------------- | ---------------------------- | ---------------------------- | ---------------------------- | ---------------------------- | ---------------------------- | ---------------------------- | ---------------------------- | ---------------------------- | ---------------------------- | ---------------------------- |
| Maxima medie °C (°F)         | 21.6 (70,9)                  | 25.1 (77,2)                  | 29.4 (84,9)                  | 33.7 (92,7)                  | 38.2 (100,8)                 | 43.8 (110,8)                 | 45.4 (113,7)                 | 44.1 (111,4)                 | 41.2 (106,2)                 | 34.9 (94,8)                  | 28.1 (82,6)                  | 22.8 (73)                    | 34,03 (93,25)                |
| Media zilnică °C (°F)        | 14.3 (57,7)                  | 17.5 (63,5)                  | 21.3 (70,3)                  | 25.7 (78,3)                  | 30.3 (86,5)                  | 35.8 (96,4)                  | 37.5 (99,5)                  | 36.6 (97,9)                  | 33.8 (92,8)                  | 27.5 (81,5)                  | 20.7 (69,3)                  | 15.4 (59,7)                  | 26,37 (79,46)                |
| Minima medie °C (°F)         | 7.1 (44,8)                   | 9.9 (49,8)                   | 13.3 (55,9)                  | 17.7 (63,9)                  | 22.5 (72,5)                  | 27.8 (82)                    | 29.7 (85,5)                  | 29.2 (84,6)                  | 26.4 (79,5)                  | 20.1 (68,2)                  | 13.3 (55,9)                  | 8.1 (46,6)                   | 18,76 (65,76)                |
| Precipitații mm (inches)     | 2 (0.08)                     | 0 (0)                        | 1 (0.04)                     | 0 (0)                        | 0 (0)                        | 0 (0)                        | 0 (0)                        | 1 (0.04)                     | 1 (0.04)                     | 1 (0.04)                     | 2 (0.08)                     | 2 (0.08)                     | 10 (0,39)                    |
| Sursă: climate-data.org      |                              |                              |                              |                              |                              |                              |                              |                              |                              |                              |                              |                              |                              |